# Мисийяк
Мисийяк (фр. Missillac) ― коммуна на западе Франции, находится в регионе Пеи-де-ла-Луар, департамент Атлантическая Луара, округ Сен-Назер, кантон Поншато. Расположена в 55 км к северо-западу от Нанта и в 52 км к юго-востоку от Вана. Через территорию коммуны проходит национальная автомагистраль N165 (E60).
Население (2017) — 5 342 человека.

## Достопримечательности
- Церковь Святых Петра и Павла XIX века
- Бретеш — средневековый замок, в настоящее время элитные апартаменты с Мишленовским рестораном и спа-центром
- Дольмен Рош-о-Луп

## Экономика
Структура занятости населения:
- сельское хозяйство — 5,7 %
- промышленность — 17,8 %
- строительство — 15,2 %
- торговля, транспорт и сфера услуг — 25,6 %
- государственные и муниципальные службы — 35,7 %

Уровень безработицы (2017 год) — 10,4 % (Франция в целом — 13,4 %, департамент Атлантическая Луара — 11,6 %). 

Среднегодовой доход на 1 человека, евро (2017 год) — 20 650 (Франция в целом — 21 110, департамент Атлантическая Луара — 21 910).

## Демография
Динамика численности населения, чел.

## Администрация
Пост мэра Мисийяка с 2014 года занимает Жан-Луи Моган (Jean-Louis Mogan). На муниципальных выборах 2020 года возглавляемый им центристский блок победил в 1-м туре, получив 73,55 % голосов.
| Период | Период | Фамилия        | Партия        | Примечания               |
| ------ | ------ | -------------- | ------------- | ------------------------ |
| 1975   | 1984   | Жозеф Гужон    |               |                          |
| 1984   | 2001   | Ги Жерар       |               |                          |
| 2001   | 2014   | Бернар Лельевр | Разные правые | инженер                  |
| 2014   |        | Жан-Луи Моган  | Разные правые | руководитель предприятия |

## Галерея

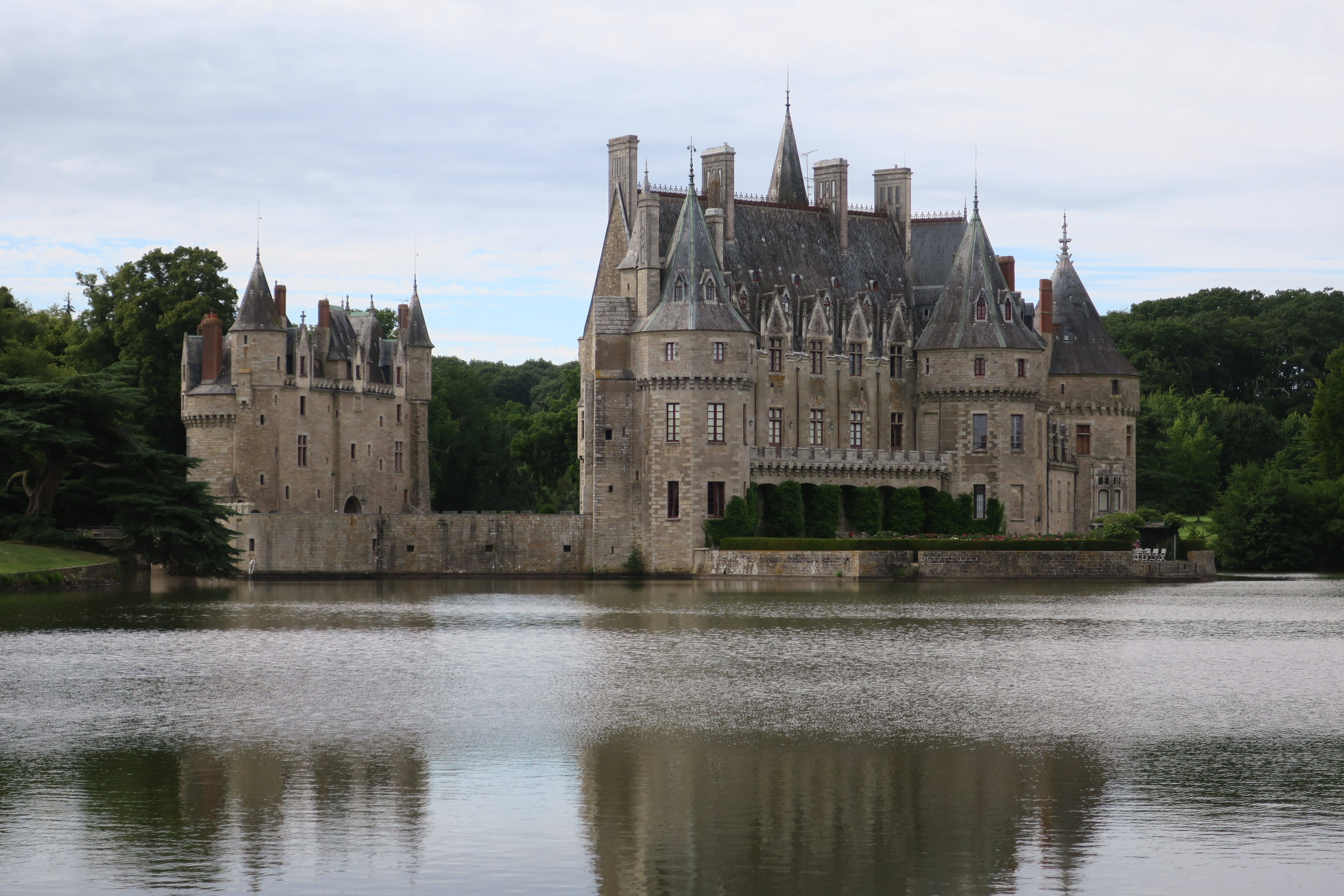
Шато Ла-Бретеш